# Uéslei
Ueslei Raimundo Pereira da Silva meglio conosciuto come Ueslei (Salvador, 19 aprile 1972) è un ex calciatore brasiliano. Il 3 agosto 2009 annunciò il suo ritiro dal calcio professionistico.

## Palmarès

### Club
- Campionato Baiano: 5

Bahia: 1993, 1994, 1998, 1999
Vitória: 1997
- Taça Rio: 1

Flamengo: 1996
- Copa Master da Conmebol: 1

San Paolo: 1996
- Coppa Yamazaki Nabisco: 1

Oita Trinita: 2008

### Individuale
- Capocannoniere del Campeonato Brasileiro Série B: 1

1999
- Capocannoniere della Copa do Nordeste: 1

1999 (12 reti)
- Capocannoniere della J. League: 1

2003
- Capocannoniere della Coppa J. League: 1

2004: (7 gol)